# Фалахи, Джек
Джек Фа́лахи (англ. Jack Falahee, род. 20 февраля 1989) — американский актёр, известный благодаря роли Коннора Уолша в сериале производства Шонды Раймс «Как избежать наказания за убийство».

## Жизнь и карьера
Фалахи родился и вырос в Анн-Арборе, штат Мичиган, в семье медиков. Со стороны отца имеет ирландское, а со стороны матери — итальянское происхождение. В 2011 году он окончил Нью-Йоркский университет, где изучал актёрское мастерство, параллельно выступая на малой театральной сцене. Он появился в нескольких независимых кинофильмах, а также снялся в телефильме канала Lifetime «Побег из полигамии» и в провальном триллере Николаса Кейджа «Токарев». На телевидении он дебютировал в эпизоде «Дневники Кэрри», а в начале 2014 года он взял на себя второстепенную роль в сериале ABC Family «Социопат».
В начале 2014 года Фалахи переехал в Лос-Анджелес, где вскоре получил одну из основных ролей в сериале производства Шонды Раймс «Как избежать наказания за убийство» на ABC. Фалахи играет роль Коннора Уолша, одного из пяти студентов Виолы Дэвис. Сериал дебютировал осенью 2014 года с похвалой от критиков и успехом в рейтингах

## Фильмография

### Фильмы
| Год  | Название на русском         | Название на английском    | Роль           | Примечания             |
| ---- | --------------------------- | ------------------------- | -------------- | ---------------------- |
| 2012 | Загар                       | Sunburn                   | Кевин          | Короткометражный фильм |
| 2013 | Студенческая жизнь          | Campus Life               | Эллиот         |                        |
| 2013 | Охотник                     | Hunter                    | Гэвин          |                        |
| 2013 | Побег из полигамии          | Escape from Polygamy      | Райдер         | Телефильм              |
| 2013 |                             | Blowtorch                 | Майкл Варди    |                        |
| 2014 | Токарев                     | Rage                      | Эван           |                        |
| 2014 | Кровь и обстоятельства      | Blood and Circumstance    | Дэнни Стейблер |                        |
| 2014 | Ползунок                    | Slider                    | Паркер Пирс    |                        |
| 2014 | Безымянный проект Ари Голда | Untitled Ari Gold Project | Джимми         |                        |
| 2015 | Лили и Кэт                  | Lily & Kat                | Генри          |                        |
| 2016 | Боксер-марионетка           | Cardboard Boxer           | Лео            |                        |
| 2017 | Песнь колыхающегося озера   | The Song of Sway Lake     | Джимми         |                        |

### Телевидение
| Год       | Название на русском                | Название на английском      | Роль              | Примечания                               |
| --------- | ---------------------------------- | --------------------------- | ----------------- | ---------------------------------------- |
| 2012      |                                    | Submissions Only            | Студент           | Эпизод: «The Growing Interconnectedness» |
| 2013      | Дневники Кэрри                     | The Carrie Diaries          | Колин             | Эпизод: «Hush Hush»                      |
| 2013      | Айронсайд                          | Ironside                    | Скотт Долан       | Эпизод: «Hidden Agenda»                  |
| 2014      | Социопат                           | Twisted                     | Чарли Макбрайд    | Второстепенная роль, 8 эпизодов          |
| 2014—2020 | Как избежать наказания за убийство | How to Get Away with Murder | Коннор Уолш       | Регулярная роль                          |
| 2016—2017 | Улица милосердия                   | Mercy Street                | Фрэнк Стрингфелло | 7 эпизодов                               |